# Household, Income and Labour Dynamics in Australia Survey
Der Household, Income and Labour Dynamics in Australia Survey (kurz HILDA) ist eine repräsentative, jährliche Wiederholungsbefragung von über 17.000 Personen in Australien.
Die Panelstudie sammelt seit 2001 Informationen über viele Aspekte des Lebens in Australien, unter anderem Beziehungen im Haushalt und Familie, Einkommen und Erwerbstätigkeiten, wie auch Gesundheit und Bildung. Die Teilnehmer sollen lebenslang befragt werden. Betreut wird das Projekte vom Melbourne Institute of Applied Economic and Social Research, einer Abteilung der Universität Melbourne.
Die HILDA-Daten stehen in verschiedenen Datenformaten (PSPP/SPSS, SAS und Stata) für wissenschaftliche Forschung zur Verfügung und können über die Website beantragt werden. Dabei wird die Anonymität gewährleistet, indem beispielsweise kleinräumige geographische Informationen nicht vorliegen.
Vergleichbare Langzeitstudien sind das Sozio-oekonomische Panel in Deutschland oder die British Household Panel Survey in Großbritannien.